# Ed Weber

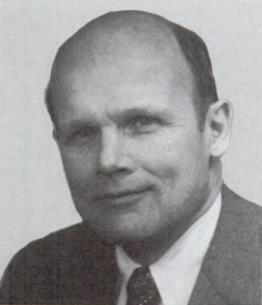
Ed Weber (1981)

Edward Ford „Ed“ Weber (* 26. Juli 1931 in Toledo, Ohio; † 27. Februar 2023 in Perrysburg Township, Wood County, Ohio) war ein US-amerikanischer Politiker. Zwischen 1981 und 1983 vertrat er den Bundesstaat Ohio im US-Repräsentantenhaus.

## Werdegang
Ed Weber besuchte die öffentlichen Schulen seiner Heimat und danach bis 1953 die Denison University in Granville. Nach einem anschließenden Jurastudium an der Harvard University und seiner 1956 erfolgten Zulassung als Rechtsanwalt begann er ab 1958 in Toledo in diesem Beruf zu arbeiten. Dazwischen diente er von 1956 bis 1958 in der United States Army. Von 1966 bis 1979 gehörte er als Assistant Professor zur juristischen Fakultät der University of Toledo. Politisch schloss er sich der Republikanischen Partei an.
Bei den Kongresswahlen des Jahres 1980 wurde Weber im neunten Wahlbezirk von Ohio in das US-Repräsentantenhaus in Washington, D.C. gewählt, wo er am 3. Januar 1981 die Nachfolge des Demokraten Thomas Ashley antrat. Da er im Jahr 1982 nicht bestätigt wurde, konnte er bis zum 3. Januar 1983 nur eine Legislaturperiode im Kongress absolvieren. Nach dem Ende seiner Zeit im US-Repräsentantenhaus praktizierte Ed Weber wieder als Anwalt. Politisch ist er nicht mehr in Erscheinung getreten. Er verbrachte seinen Lebensabend in Toledo.